# Kaminokuni
Kaminokuni (上ノ国町, Kaminokuni-chō) est un bourg du district de Hiyama, situé dans la sous-préfecture de Hiyama, sur l'île de Hokkaidō, au Japon.

## Géographie

### Démographie
Au 31 mars 2015, la population de Kaminokuni s'élevait à 5 385 habitants répartis sur une superficie de 547,71 km2.